# Università di Galatasaray
L'Università di Galatasaray (in turco Galatasaray Üniversitesi, in francese Université Galatasaray) è un'università turca fondata a Istanbul, in Turchia nel 1992, a seguito di un accordo firmato alla presenza del presidente francese François Mitterrand e del presidente turco Turgut Özal durante una cerimonia al Liceo Galatasaray, la scuola madre dell'università. L'ambasciatore della Turchia in Francia, Coşkun Kırca, ha avuto un ruolo importante nell'organizzazione dell'accordo. L'Università di Galatasaray è uno dei membri più importanti della comunità di Galatasaray come il Liceo Galatasaray e il Galatasaray Sports Club, ed è ampiamente considerata come una delle università più prestigiose e famose della Turchia.
L'istituto ha cinque facoltà (Scienze economiche e amministrative, Diritto, Comunicazione, Scienze naturali e letteratura, Ingegneria e tecnologia); due istituti (Scienze sociali, Scienze applicate), 200 insegnanti e 2500 studenti.
Come partecipante ai programmi di scambio europei Erasmus e Socrates, la Università di Galatasaray ospita circa 50 studenti europei. Nel frattempo, 100 studenti della Università di Galatasaray viaggiano ogni anno in Francia nel quadro di questi programmi di scambio.
Anche se è un'università relativamente recente, fa parte di una tradizione educativa secolare in lingua francese in Turchia. È una delle istituzioni educative più prestigiose di Istanbul insieme al Liceo Galatasaray, fondato nel 1868, dove veniva educata l'élite francofona dell'amministrazione ottomana. La Università di Galatasaray fa parte della Galatasaray Education Foundation (GEV) che gestisce l'asilo, la scuola primaria, il liceo e l'università. Questa fondazione è stata fondata il 29 febbraio 1981 dall'uomo d'affari e ex alunno del liceo Galatasaray İnan Kıraç. I corsi alla Università di Galatasaray sono trilingui: in turco, francese e inglese. Oltre al francese, che è la lingua straniera primaria, è richiesta anche la conoscenza dell'inglese come lingua straniera secondaria. Inoltre, gli studenti devono seguire un terzo corso di lingua durante i loro studi, che è o spagnolo o tedesco secondo la loro scelta. Gli studenti ammessi devono completare due anni preparatori nel caso della Facoltà di Scienze Sociali, di cui il primo anno è dedicato all'apprendimento della lingua e della cultura francese mentre il secondo anno comprende un'introduzione alle scienze sociali. Gli studenti di lingua francese sono esentati da questo primo anno. Per la Facoltà di Ingegneria, il periodo preparatorio include solo un anno di formazione linguistica.

## Storia
L'Università di Galatasaray è l'erede delle tradizioni secolari del Liceo Galatasaray che fu fondato nel 1481 come Galata Sarayı Enderun-u Hümayunu (Scuola Imperiale del Palazzo di Galata). Si trova a Ortaköy nel quartiere di Beşiktaş, un popoloso quartiere centrale sulla sponda europea di Istanbul. L'edificio che ospita la Università di Galatasaray era originariamente il Palazzo Feriye, un palazzo estivo sulla costa del Bosforo costruito nel 1871, durante il regno del sultano Abdül Aziz. L'edificio fu costruito dall'architetto armeno-ottomano Sarkis Balyan e fu utilizzato come dormitorio per le studentesse del Liceo Galatasaray fino al 1992, quando fu inaugurato come Università di Galatasaray.
Il 22 gennaio 2013, il tetto di un edificio utilizzato da professori e personale amministrativo ha preso fuoco. La causa è stata ipotizzata essere elettrica, dato che un piccolo incendio di una presa di corrente si è verificato intorno alle 18:00. Dopo che la sicurezza del campus ha stabilizzato l'incendio e disattivato l'allarme, il fuoco si è diffuso all'interno delle pareti dell'edificio fino al tetto. L'incendio è stato contenuto alle 22:00 circa.